# Elizabeth Pennell
Elizabeth Robins Pennell (Filadelfia, 21 febbraio 1855 – New York, 7 febbraio 1936) è stata una scrittrice statunitense.

## Biografia
Moglie dal giugno del 1884 di Joseph Pennell, con il quale strinse un'assidua collaborazione (il marito provvedeva a disegnare le illustrazioni dei libri della moglie), è famosa per le sue amicizie con:
- James Abbott McNeill Whistler, per il quale scrisse una biografia
- Charles Godfrey Leland, suo parente[1]
- Mary Wollstonecraft
- Oscar Wilde, che era pieno di elogi per la scrittrice

Ha collaborato anche per alcuni giornali dell'epoca come il Daily Chronicle e il Pall Mall Gazette.

## Opere
- Life of Mary Wollstonecraft (1884)
- Our Journey to the Hebrides (With Joseph Pennell) (1889)
- The Stream of Pleasure: A Narrative of a Journey on the Thames from Oxford to London (With Joseph Pennell) (1891)
- To Gipsyland (1893)
- The Feasts of Autolycus: the Diary of a Greedy Woman (1896)
- Charles Godfrey Leland: a Biography (1906)
- The Life of James McNeill Whistler (With Joseph Pennell) (1908)
- Our Philadelphia (1914)
- Our House and the People in It (1910)
- Nights: Rome & Venice in the Aesthetic Eighties, London & Paris in the Fighting Nineties (1916)
- The Lovers (1917)
- The Whistler Journal (1921)
- The Art of Whistler (1928)
- The Life and Letters of Joseph Pennell (1929)
- Whistler the Friend (1930)